# Proceratophrys avelinoi
Espèce
Statut de conservation UICN

 LC  : Préoccupation mineure
Proceratophrys avelinoi est une espèce d'amphibiens de la famille des Odontophrynidae.

## Répartition
Cette espèce se rencontre :
- dans la province de Misiones en Argentine ;
- dans les États du Paraná et du Rio Grande do Sul au Brésil ;
- dans le Sud et l'Est du Paraguay.

## Publication originale
- Mercadal de Barrio & Barrio, 1993 : Una neuva especie de Proceratophrys (Leptodactylidae) del nordeste de Argentina. Amphibia-Reptilia, vol. 14, no 1, p. 13-18.